# Cremona
Cremona es un municipio italiano, capital de la provincia homónima, en la región de Lombardía. Tiene una población estimada de 71 062 habitantes (ISTAT 2025). Famosa por la artesanía tradicional del violín, la localidad está situada en la orilla izquierda del río Po.

## Toponimia
El topónimo tanto en español como en italiano es Cremona, pronunciado /kɾeˈmoːna/ⓘ (del cremunés: Cremùna).

## Ubicación
| Noroeste: Sesto ed Uniti           | Norte: Castelverde,              | Nordeste: Persico Dosimo, Gadesco-Pieve Delmona |
| Oeste: Spinadesco                  |                                  | Este: Malagnino, Bonemerse                      |
| Suroeste: Monticelli d'Ongina (PC) | Sur: Castelvetro Piacentino (PC) | Sureste: Stagno Lombardo, Gerre de' Caprioli    |

## Historia

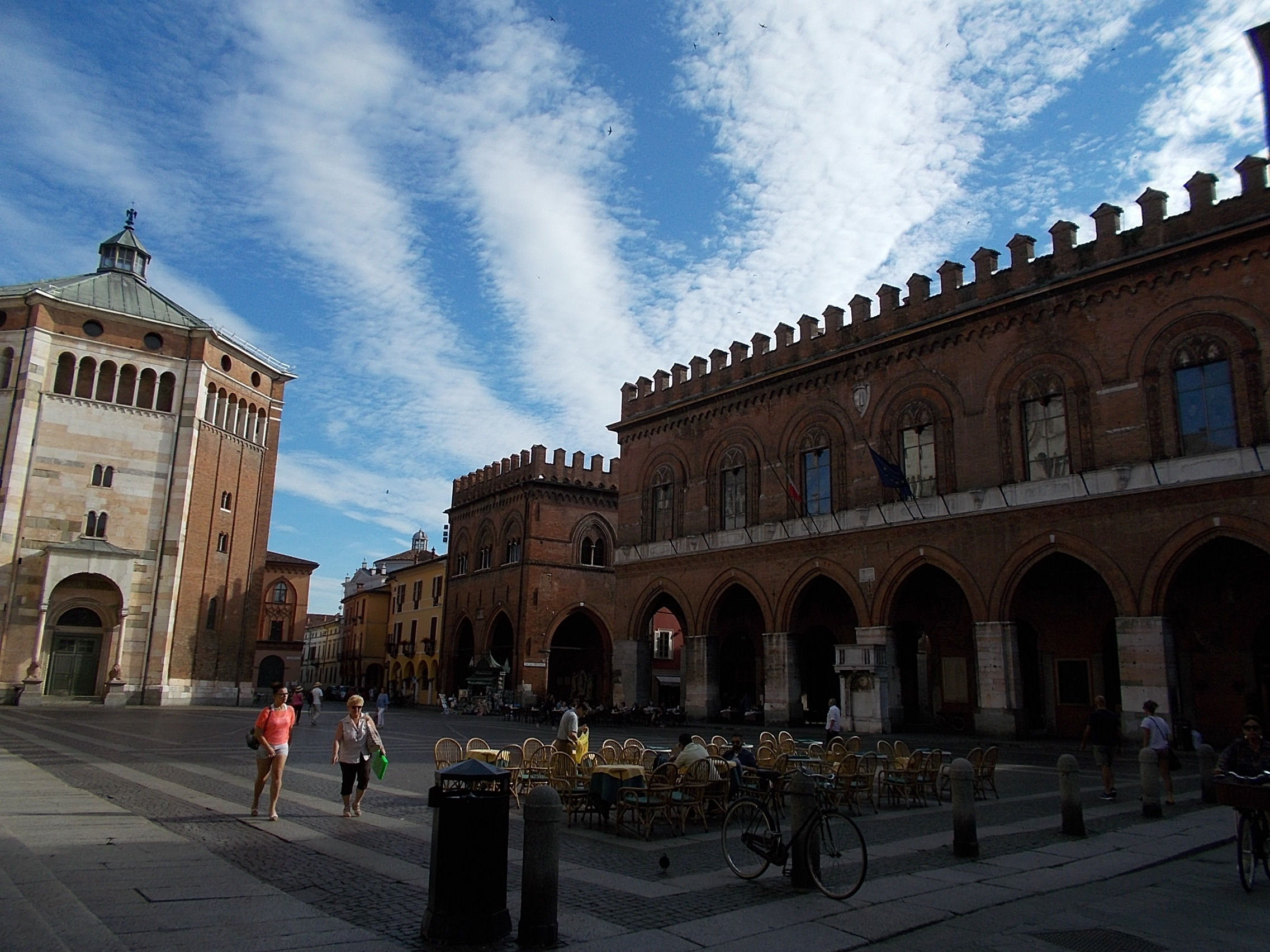
Piazza del Comune

La localidad fue parte del Ducado de Milán desde 1412, cuando fue unida a él por Filippo Maria Visconti, señor de Cremona desde 1406. A la muerte de Francisco II Sforza en 1535, fue anexionada por España (la mantuvo a pesar del asedio franco modenés de 1648) hasta su toma por las tropas imperiales el 10 de abril de 1707. En 1861 su territorio se incluiría en el Reino de Italia.   
En el siglo XVII, la ciudad tomó gran importancia por la proliferación de los luthiers, artesanos que producían, sobre todo, instrumentos de cuerda frotada. Famosa fue la familia Stradivari, que durante dos generaciones fabricó unos 2000 violines, de los que hoy solo quedan setecientos. La familia Guarneri fue también una excelente creadora de violines. Todo se debe a la moda que había en ese momento de construir los violines en pino. La escuela oficial de luthiers está en la plaza Marconi de la ciudad.
Tenía una población estimada, a fines de agosto de 2023, de 70 176 habitantes.

## Demografía
| Gráfica de evolución demográfica de Cremona entre 1861 y 2023 |
|                                                               |
| Fuente: ISTAT                                                 |

## Patrimonio

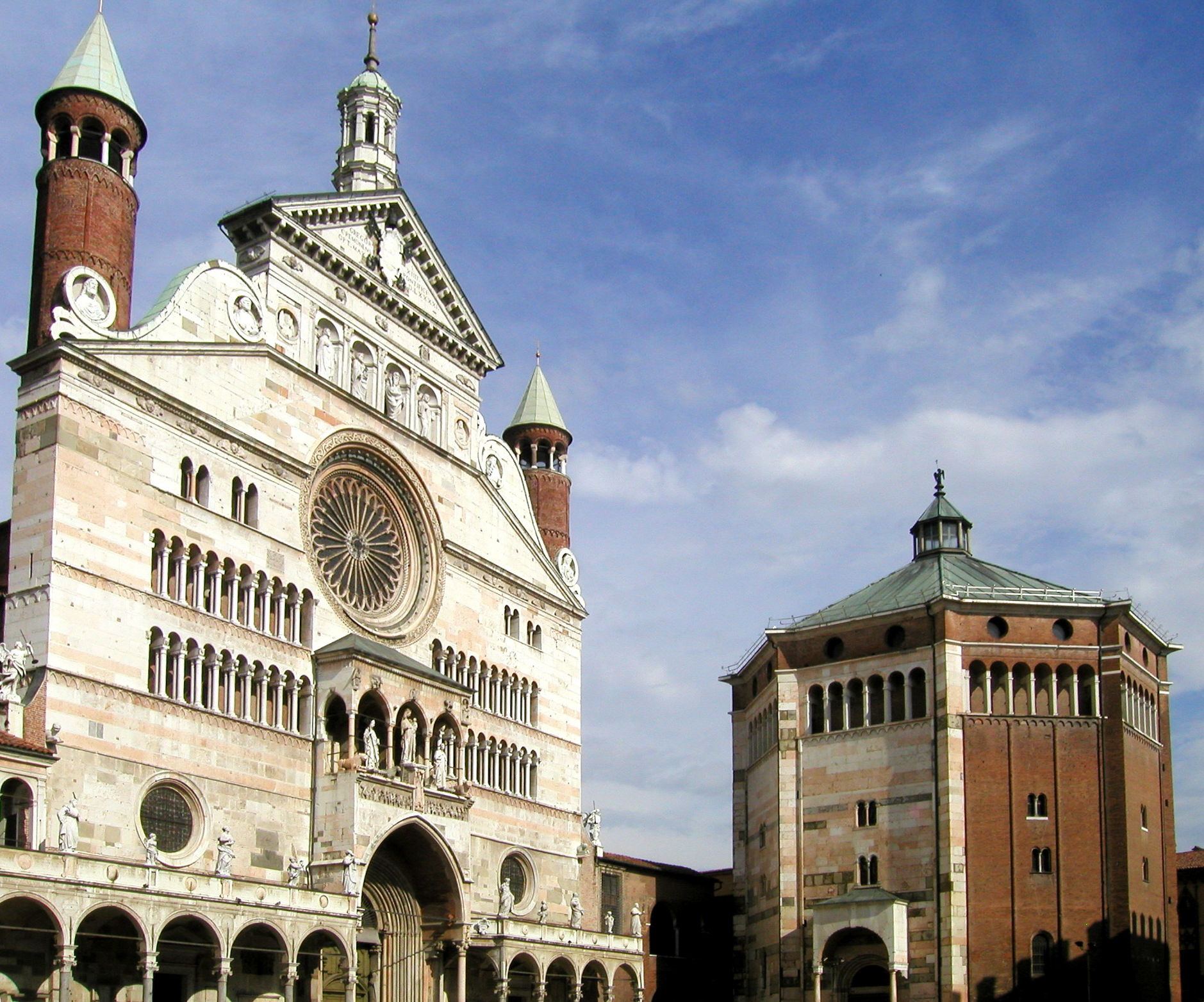
Catedral de Cremona

La zona turística está alrededor de la Piazza Roma, donde hay un jardín público y de donde parten otras dos calles comerciales, la Vía Solferino y el Corso Mazzini.
La catedral de Cremona es un ejemplo de arte lombardo comenzado en estilo románico, pero sucesivas modificaciones le añadieron partes góticas y renacentistas. En el lado izquierdo se encuentra un campanario, el Torazzo, que es el más grande de Italia, con 112 metros de altura. Fue construido en el siglo XIII y conserva un reloj del siglo XVI, y el escudo de la ciudad, en el que destaca el románico. La fachada está cubierta de mármol, y tiene partes correspondientes a todos los estilos. Las columnas del atrio se apoyan sobre dos leones, y en los capiteles hay relieves de la épica de Roldán, y el rosetón se construyó en el siglo XIII según un diseño del siglo X. En la nave central, son admirables los frescos y los tapices del siglo XVI confeccionados en Bruselas, que muestran escenas de la vida de Sansón. En la cripta se conserva el sepulcro de san Homobono, patrono de la ciudad.
El Palazzo Munizipale es un palacio del siglo XIII, reformado al estilo renacentista. Tiene unos Stradivarius y unos Amati. En la fachada resaltan las terracotas añadidas durante el renacimiento. Otros palacios de la ciudad son el Stanga y el Affaitati, ambos joyas del siglo XVI, en la Via Palestro, y el Raimondi, en el Corso Garibaldi. El Palazzo Fodri se encuentra en el Corso Mateotti. Data de principios del siglo XVI y porta el escudo de Francia, ya que Luis XII ocupó la provincia de Milán en aquel tiempo. La fachada se encuentra decorada con frisos marciales, y bustos en mármol, además de una selección de esculturas.

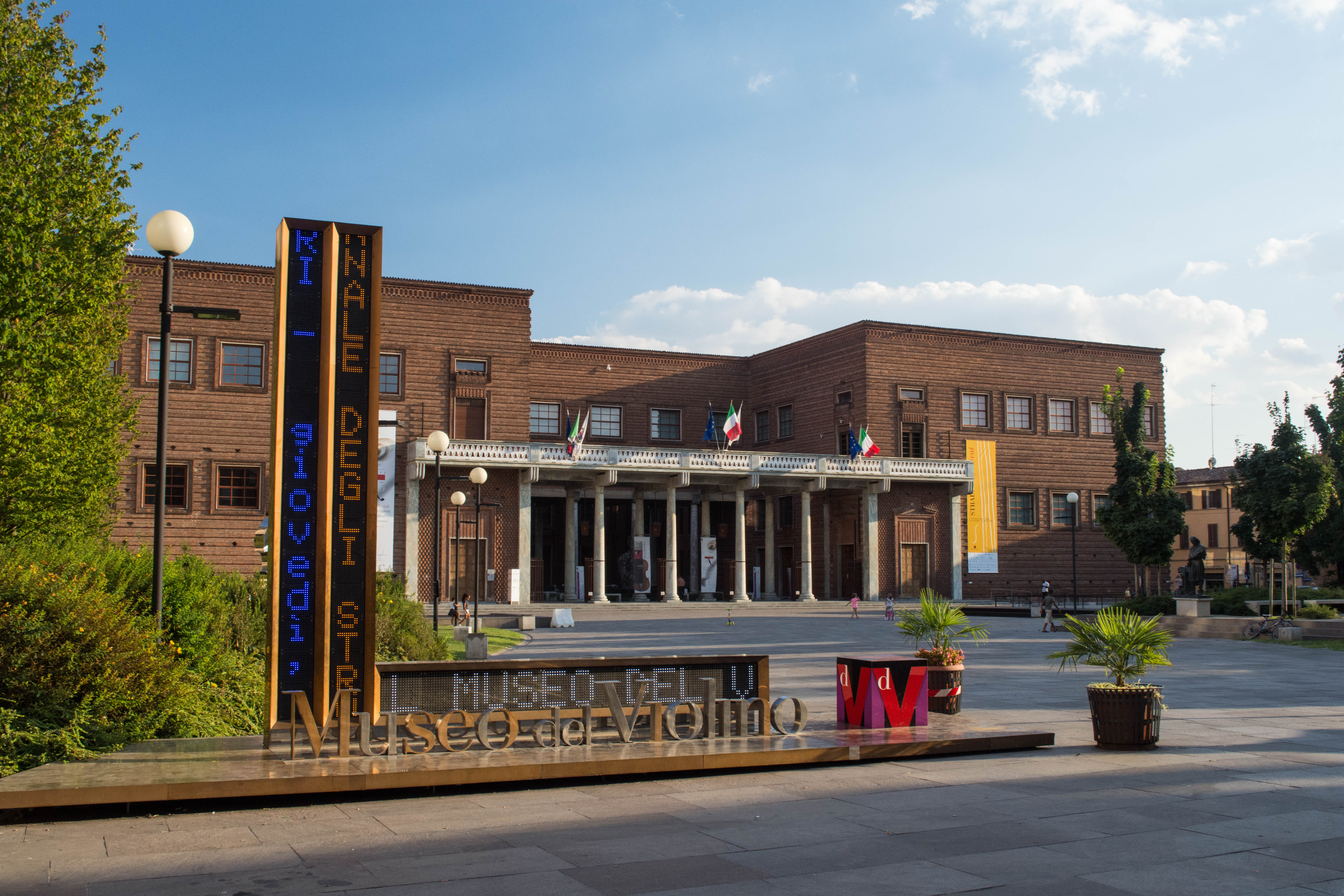
Museo del Violín

El Museo Municipal cuenta con una excelente pinacoteca flamenca. En él se encuentran el museo Stradivariano, el tesoro catedralicio y una interesante sección en el sótano dedicada a la arqueología y colecciones de cerámica local.

## Medios de comunicación
El periódico principal de Cremona es La Provincia, seguida de La Cronaca. La Voce di Cremona fue publicada de 2001 a 2006. Los canales de televisión son TeleColor y Studio1. Las emisoras de radio son RCN (Radio Cittanova, del centro diocesano) y Radio 883.

## Fiestas
El santo patrono es san Omobono, y la festividad en la localidad se celebra el 13 de noviembre.

## Deportes
| Equipo                    | Deporte | Competición | Estadio              | Creación |
| ------------------------- | ------- | ----------- | -------------------- | -------- |
| Unione Sportiva Cremonese | Fútbol  | Serie B     | Stadio Giovanni Zini | 1903     |